# 弗朗切斯科·萨韦里奥·尼蒂
弗朗西斯科·萨维里奥·尼蒂（義大利語：Francesco Saverio Nitti，1868年7月19日—1953年2月20日），是意大利经济学家、激进党政治家。他曾于1919年至1920年期间担任意大利总理，在任内签署《凡尔赛条约》并处理了“阜姆危机”。
尼蒂是英国经济学家托马斯·罗伯特·马尔萨斯及其人口原理的坚定批评者。他也是一位重要的经络学家，致力于研究意大利统一后出现的“南方问题”。
他作为意大利法西斯党直言不讳的反对者，在贝尼托·墨索里尼掌权后便流亡海外直到二战结束后才回到国内。尼蒂于1953年2月20日在罗马去世，他在其职业生涯中主张反对任何形式的独裁，无论是共产主义还是法西斯主义。